# Patriarhat
Patriarhat je družbena ureditev, pri kateri imajo vso avtoriteto moški predstavniki družin, ki sestavljajo skupnost. Pravica do imena, socialnega in političnega položaja, kakor tudi do imetja in oblasti nad družinskimi člani, se prenaša avtomatično od očeta na prvorojenca ali na najbližjega moškega sorodnika.
Ta družbena ureditev izvira iz prazgodovinskih časov, ko se je razvilo pastirstvo in poljedelstvo in je nalogo za stalno preskrbo hrane prevzel moški. Medtem ko so v prejšnji dobi imeli enako pomembno vlogo pri prehrani moški-lovci in ženske-pobiralke sadežev, je organizirano delo z domačimi živalmi in z obdelovanjem polj zahtevalo tudi družbeno preureditev in porazdelitev nalog. V družini so moški prevzeli vso oblast nad ženami in otroci in v okviru skupnosti so samo ti moški odločali o skupnih problemih. Potreba po vrhovni oblasti je privedla do izvolitve najstarejšega med njimi za poglavarja naselbine, ki je bil tudi duhovni voditelj skupnosti. V taki družbi ženske niso imele besede, posebno ne v slučaju ugodnega razvoja skupnosti, ki je vpeljal poligamijo. Neveste so se namreč kupovale in veliko število žena je pomenilo samo veliko bogastvo ženina.
Patriarhat v tem skrajnem pomenu je bil normalna socialna ureditev v prazgodovini in zgodnji zgodovini. Čeprav zelo omiljen, je bil v navadi še do nedavnega v raznih krajih. V Rimskem imperiju so imele ženske popolno neodvisnost od moža, a nobene politične pravice. V evropskem srednjem veku, posebno v krogih visoke aristokracije, je bilo dedovanje naslova in imetja nedotakljiva pravica moških. Izven Evrope, na primer na Kitajskem in Japonskem, je patriarhalna ureditev veljala vse do svetovnih vojn.
Nekateri antropologi (Johann Jakob Bachofen, Marija Gimbutas, Pepe Rodríguez) so mnenja, da se je patriarhalna ureditev skupnosti razvila iz matriarhata, to je iz nadvlade družinskih mater. Po teh teorijah so bile v prvih humanih skupnostih samo matere vredne spoštovanja in časti, v kolikor nosilke življenja. To jim je dajalo vso oblast nad skupnostjo. Do preobrata naj bi prišlo ob spoznanju moške vloge pri spočetju. Vsi trije omenjeni avtorji povezujejo nastanek patriarhata z začetkom poljedelstva in živinoreje, torej z zatonom nomadskega življenja, a ne pojasnjujejo povezave med spremembo v vsakdanjih opravilih in spremembo v političnem vodstvu skupnosti.